# Västergötlands runinskrifter 176
Västergötlands runinskrifter 176 är en vikingatida runsten som påträffades 1869 i en trappa i Östergården, Vedåsla, Dalums socken och Ulricehamns kommun. Endast den övre delen av stenen är bevarad. Nu står stenen uppställd tillsammans med Vg 171 och Vg 170 vid Blidsbergs kyrkas kyrkogårdsmur. Vg 176 är 1,1 meter hög, 0,45 meter bred och 7-10 centimeter tjock. Runhöjden är 7-11 centimeter.

## Inskriften
Translitterering av runraden:
... karþi : kuml : þusi : e(f)(t)iʀ : --[f](t)[a]n : bruþur : sin ...
Normalisering till runsvenska:
... gærði kumbl þausi æftiʀ [Hal]fdan, broður sinn ...
Översättning till nusvenska:
... gjorde detta minnesmärke efter Halvdan, sin broder ...